# Jean-Marie Le Bris
Pour les articles homonymes, voir Le Bris.
Jean Marie Le Bris (Jean ou John pour sa famille et ses amis, Yann Vari ar Brizh en breton), né à Concarneau le 25 mars 1817 et mort à Douarnenez le 10 février 1872 est un marin, capitaine au cabotage, armateur de ses propres navires, connu pour avoir été  un pionnier de l'aviation. 

## Biographie
Un article publié dans la revue Icare raconte en détail la vie de Jean-Marie Le Bris, notamment comme capitaine au cabotage, avant ses expériences aéronautiques.

## Contributions à l'aviation
La forme du premier planeur qu'il construisit et qu'il nomma lui-même « barque ailée », muni d'ailes mobiles, peut avoir été inspirée de l'albatros, que Le Bris aurait étudié lors de son service militaire dans le Pacifique. L'engin est cependant loin d'atteindre l'allongement de l'oiseau de mer. Grâce à ses nombreux essais, Le Bris avait perçu les phénomènes de portance (qu'il appelait « aspiration »[Où ?]) lors des variations d'incidence des ailes. Il déposa en 1857 un brevet d'invention suggérant le lien entre l'incidence et la portance de l'aile du planeur.

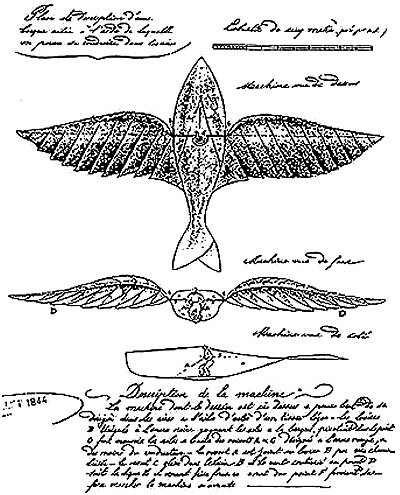
Brevet d'invention de Le Bris, 1857

Cependant, il n'existe aucune preuve qu'il ait réussi un vol plané contrôlé, et encore moins un envol en 1856. L'anecdote de l'aide soulevé par la corde de traction du planeur qu'il aurait négligé de lâcher n'est rapportée que tardivement, dans un article du Petit Journal en 1867 puis dans un roman publié après la mort du pionnier, en 1878 et reste donc sujette à caution. 
« Posé sur le châssis d'une charrette, l'oiseau artificiel du marin douarneniste parvient à quitter le sol après avoir été tiré sur une certaine distance par un cheval au galop. Le mouvement des ailes en tissu du planeur lui permet de s'élever à une centaine de mètres au-dessus du sable. L'expérience est une complète réussite si l'on excepte la frayeur du meunier Doaré qui dirigeait le cheval. Un câble s'était enroulé autour de sa jambe, ce qui valut au cocher de décoller lui aussi. Emporté dans les airs bien malgré lui, il retrouvera délicatement le plancher des vaches lors de l'atterrissage du planeur » a écrit Gabriel de La Landelle, mais plusieurs années après les faits. 
Aucune source, pas même les témoignages ultérieurs de ses proches, ne rapporte qu'il ait fait un essai à partir d'un terrain plat (une plage par exemple). Sa période d'essais se situe entre 1857 et en 1863, et tous ses lieux d'expériences sont des points élevés situés autour de la baie de Douarnenez. Le Bris a donc renouvelé ce qu'avaient déjà fait avant lui Cayley, Henson et Stringfellow en Angleterre dans les années 1848-49, dont il s'est visiblement inspiré, rejoignant également ce que faisaient à la même époque les frères Louis et Félix du Temple à Brest.
L'engin des essais les plus réussis était déjà une évolution de celui figurant sur le brevet de 1857, puisque ce dernier ne possède pas, entre autres, la queue mobile dont ont parlé plusieurs témoins (notamment ses neveux) et le Petit Journal.
Aidé par la Marine impériale, il a ensuite construit à Brest, entre 1867 et 1868, un autre planeur, l'Albatros (ainsi dénommé dans la presse de l'époque[réf. nécessaire]), d'une envergure comprise entre 15 et 18 m, avec lequel il serait parvenu à rééditer l'exploit d'un vol plané. Cette fois encore, les essais ont eu lieu à partir d'une butte, au Polygone de tir de la Marine près de Brest. L'inspiration par l'albatros paraît cette fois plus évidente.
Outre la performance d'avoir fait planer à Brest un engin plus lourd que l'air, sa contribution la plus originale est d'avoir proposé un système de contrôle du vol par torsion (gauchissement) des ailes et queue mobile.
Une « réplique » de la barque ailée (inspirée du brevet d'invention) est exposée au Musée de l'air et de l'espace du Bourget. Elle est, sur plusieurs points, discutable. Elle dispose en effet d'un entoilage ultra léger tendu, bien que plusieurs sources parlent d'une toile de coton battant au vent et ne se tendant que sous l'effet du vent [réf. nécessaire]. De même la partie supérieure de l'engin est recouverte comme un kayak, ce qu'aucune source ne permet d'affirmer.
L'image du planeur brestois est arrivée jusqu'à nous grâce au photographe Pépin de Brest qui en réalisa plusieurs clichés, d'angles et de poses un peu modifiés, en position sur sa charrette de lancement. Grâce aux travaux d'Yves Peslin et de Jean Le Goualch (en 1986) nous savons qu'il s'agit de quatre poses différentes.
On a souvent prêté à Nadar l'origine de ces clichés, parce que certaines reproductions sont légendées : « Collection Nadar, Musée Carnavalet ». Mais c'est bien Pépin fils qui les réalisa (Pépin père exerça à Laval), et sur les photographies originales d'un format de 6 × 10,5 cm environ, il est bien indiqué « Pépin, rue de Siam, à Brest ».

## Hommage
Jean-Marie Le Bris a donné son nom à un établissement scolaire de Bretagne, le collège public de Douarnenez (29).
L'aéro-club de Quimper porte également le nom de Jean-Marie Le Bris. 
Un spectacle, « An Albatroz », a été créé à partir de son histoire par le conteur Lukaz Nedeleg et l'accordéoniste Youen Bodros. Produit par Strollad La Obra, il existe en version bretonne et française, ainsi qu'en version bilingue, jouée le 1er juin 2021 à Landerneau.
En 2022, la compagnie Lorizon Aircraft basée sur l'aéroport de Lorient a baptisé son premier avion, un Embraer ERJ-135 de 37 places, de l'éponyme Jean-Marie Le Bris.

## Galerie

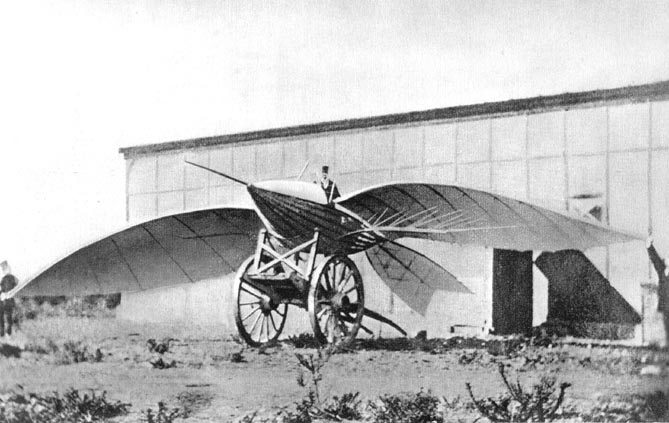
Le Bris et son Albatros, photographié par Pépin fils, photographe Brestois, 1868
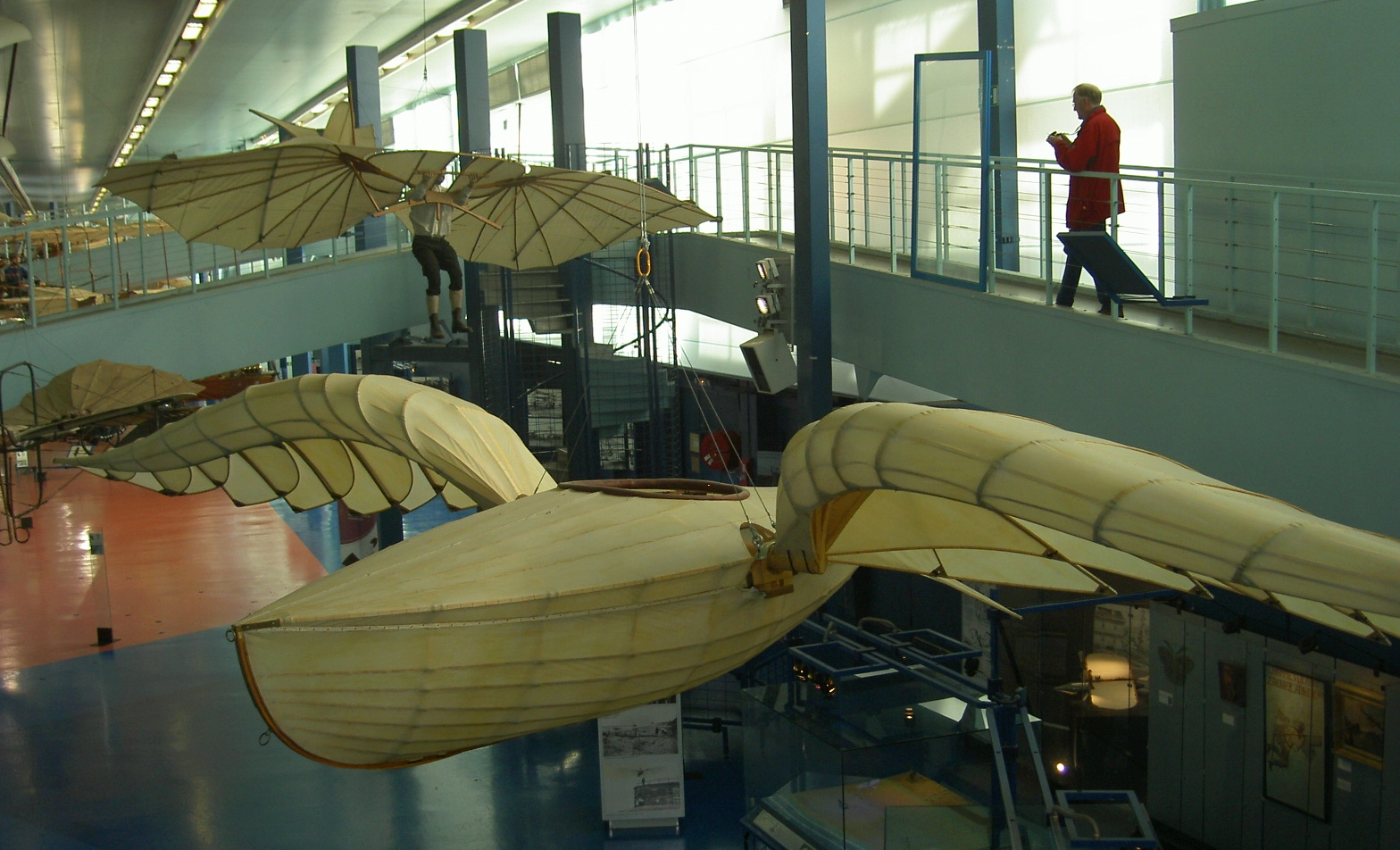
Réplique de la barque ailée du musée du Bourget